# Caccia al cinghiale

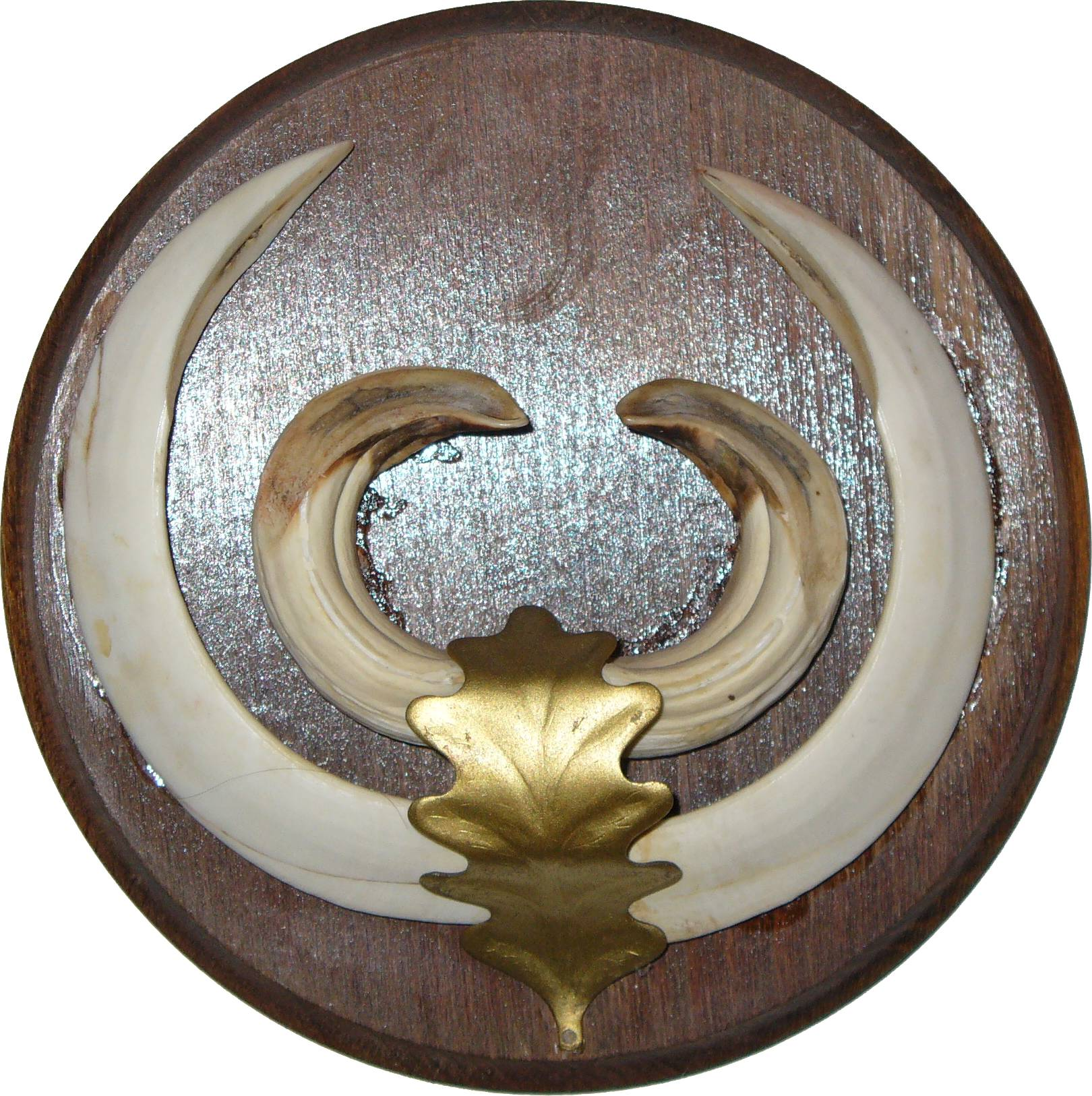
Trofeo di caccia con canini di cinghiale: coti (int.) e difese (ext.)

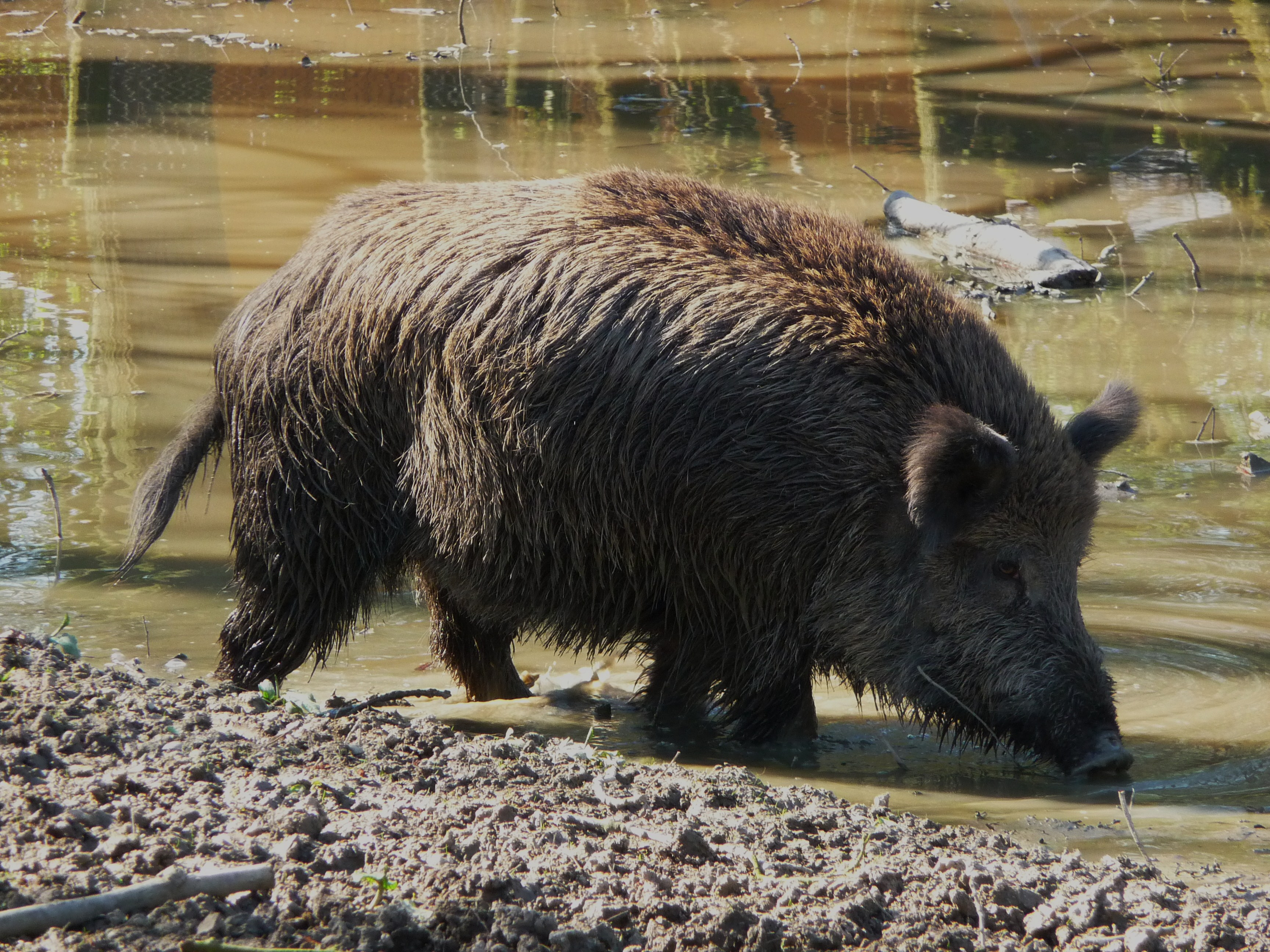
Cinghiale maschio adulto.

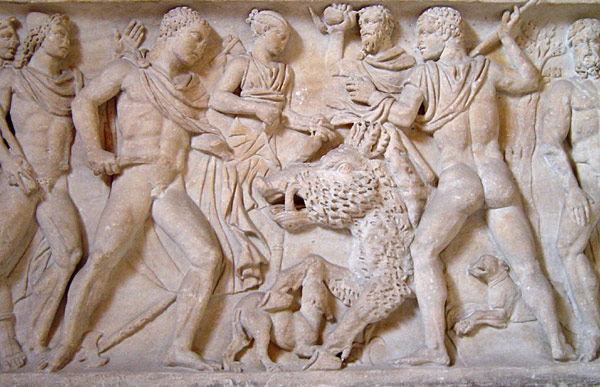
Caccia al cinghiale calidonio - Rilievo romano, conservato ad Oxford, Ashmolean Museum.

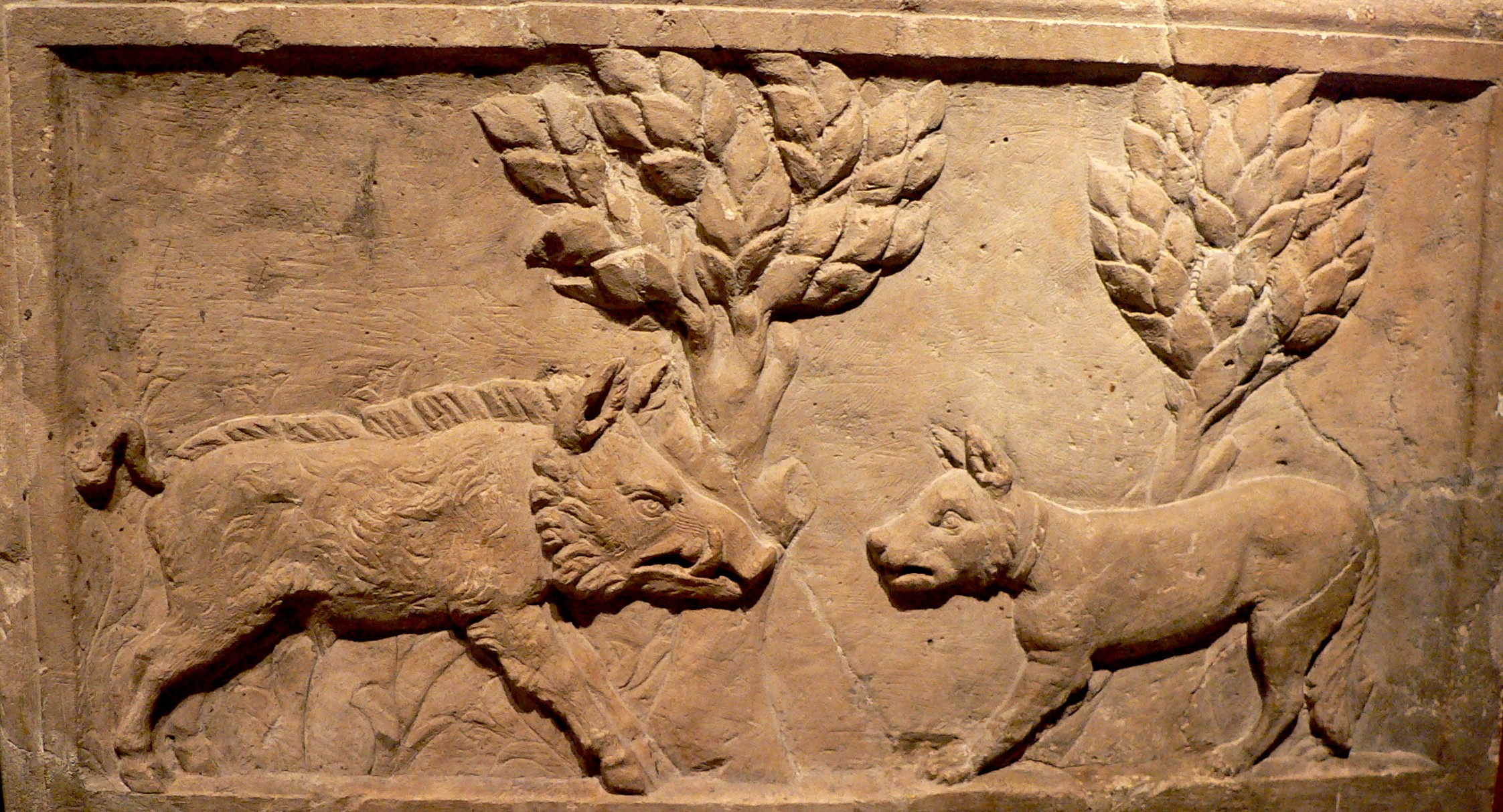
Caccia al cinghiale con cane da presa - Bassorilievo romano (III secolo a.C.).

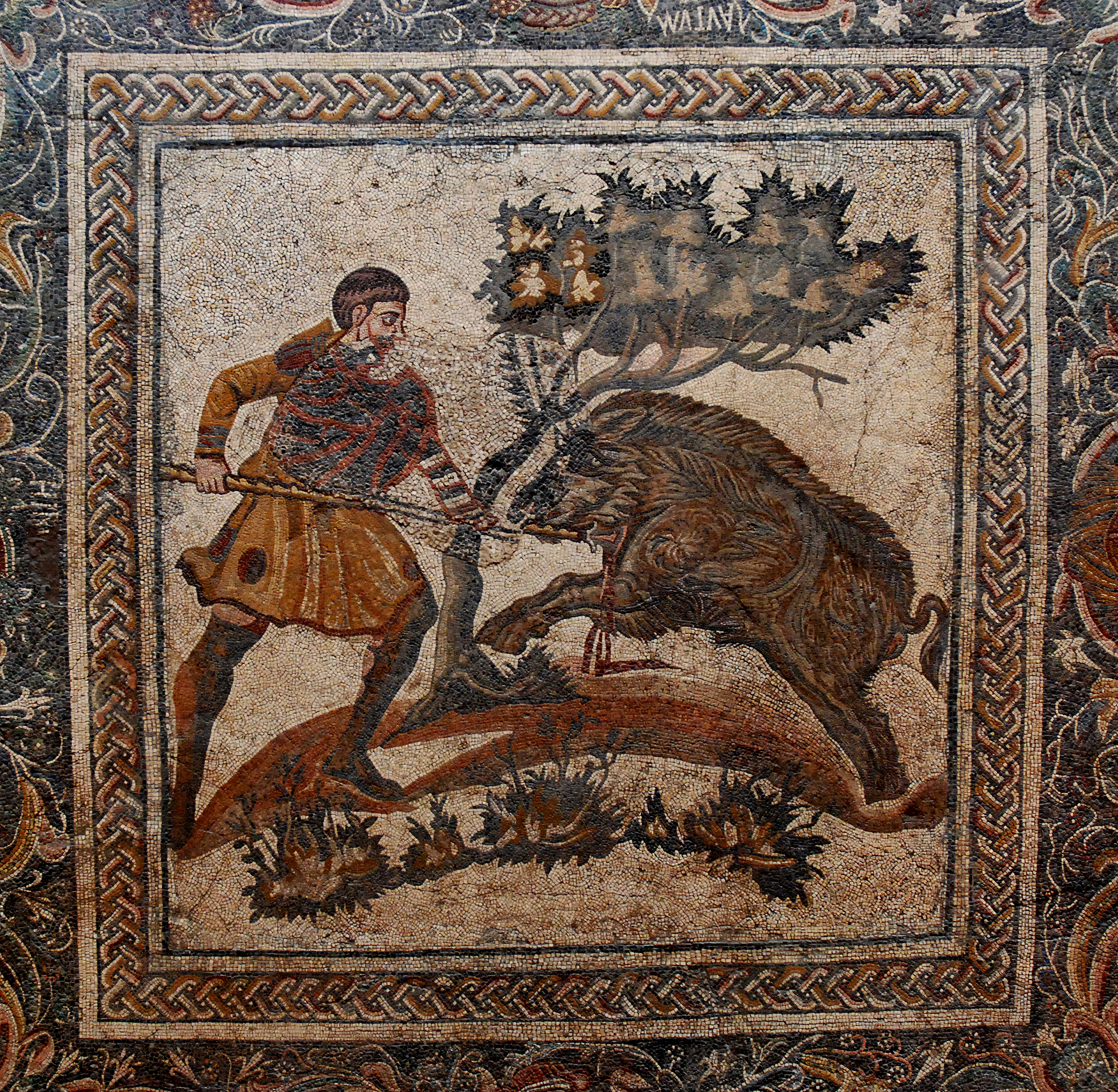
Caccia al cinghiale con la lancia - Mosaico romano, Merida, (IV secolo).

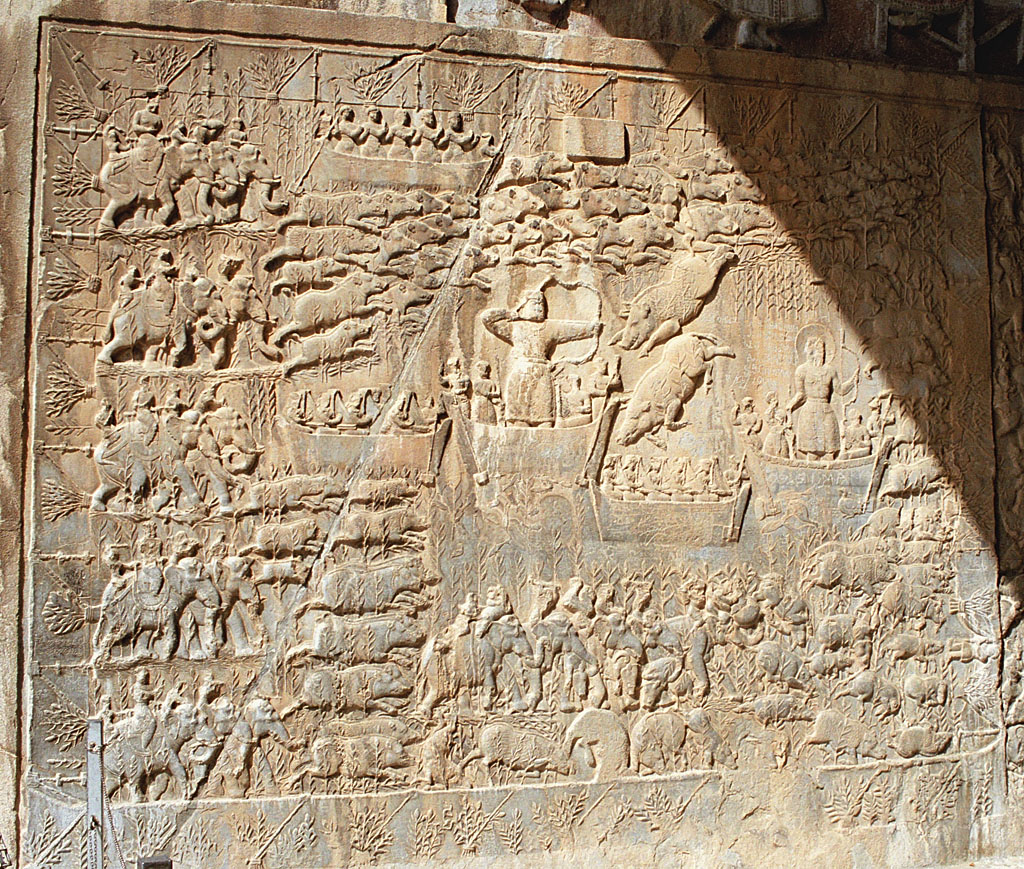
Caccia al cinghiale con l'arco - Altorilievo sasanide, Taq-e Bostan, (IV secolo).

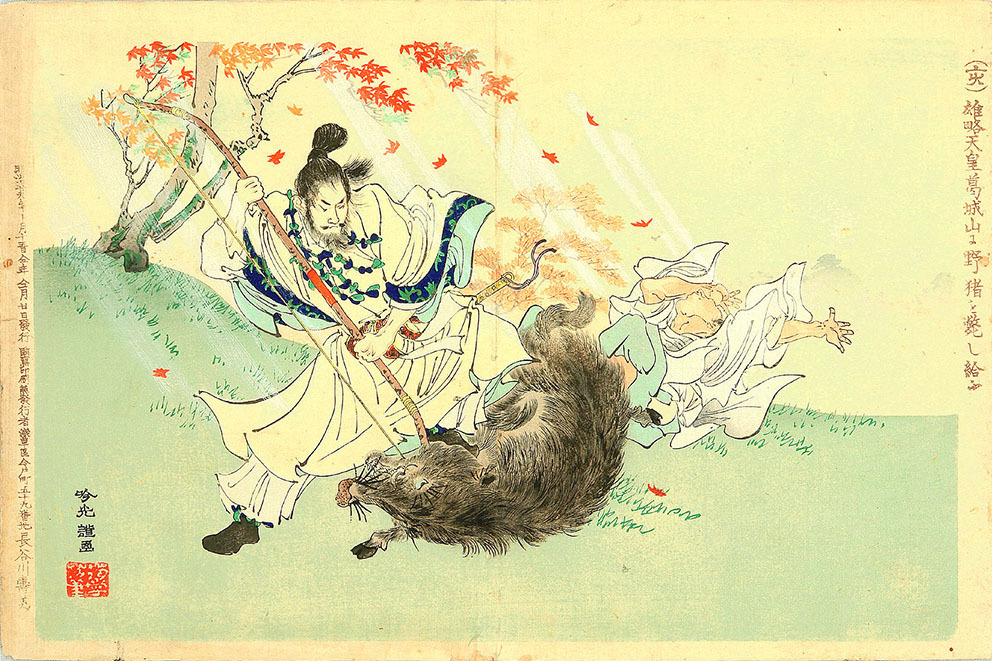
Caccia al cinghiale con l'arco - disegno giapponese (XIX secolo) di soggetto storico (ca. V secolo).

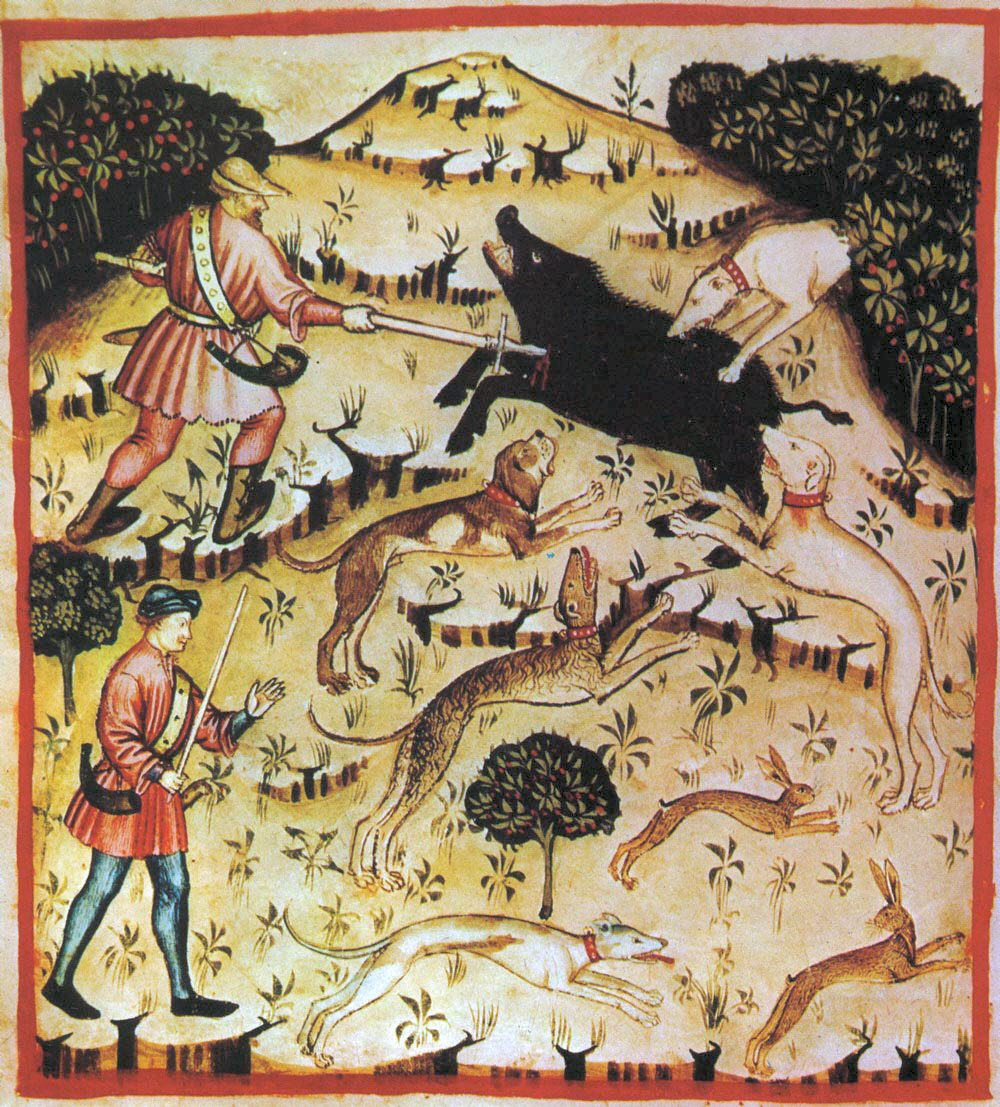
Caccia al cinghiale con lancia e cani da caccia - Miniatura medievale, Tacuinum sanitatis casanatensis (XIV secolo).

Caccia al cinghiale - Pisanello, seconda medaglia di Alfonso V d'Aragona (verso)

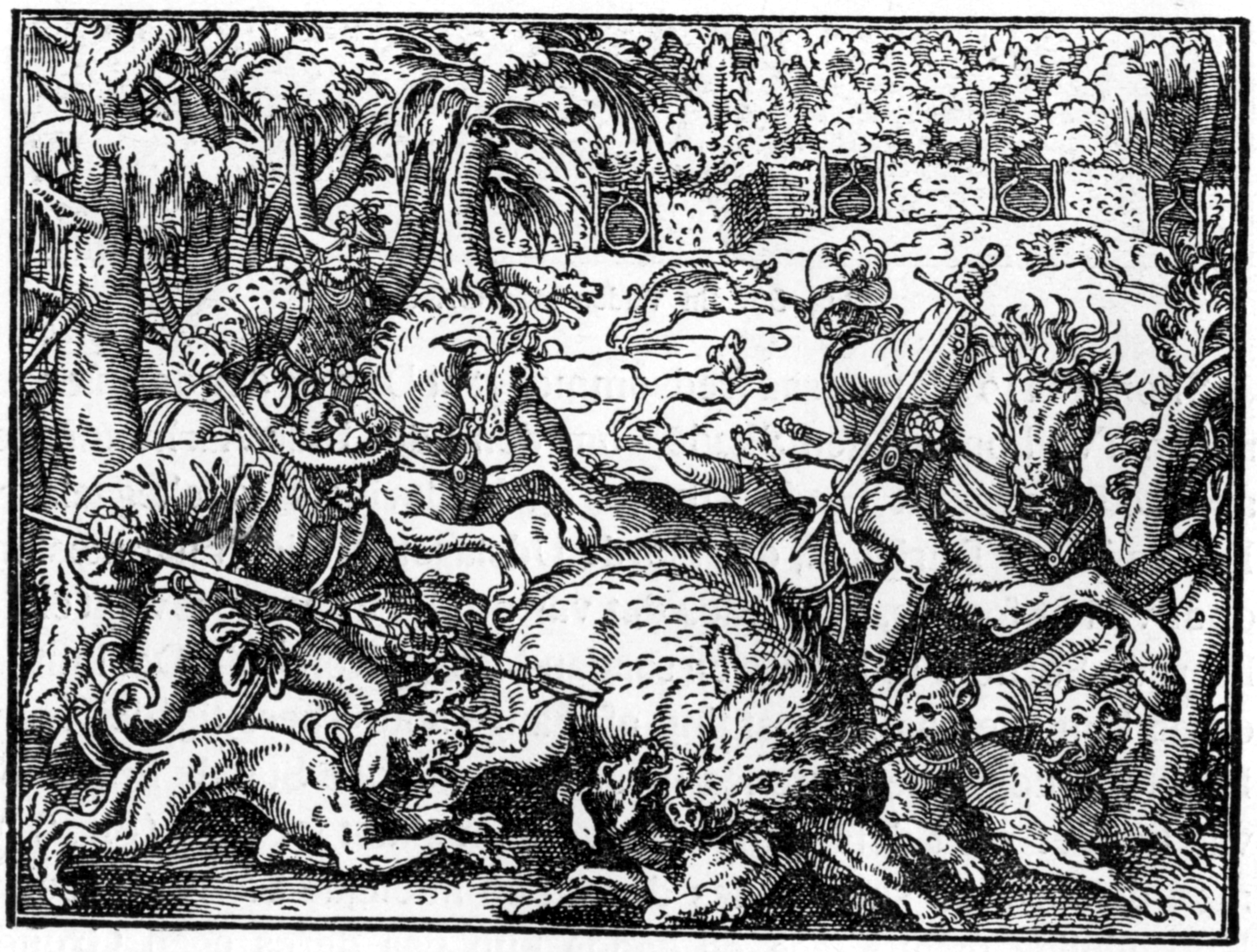
Caccia al cinghiale con cani, lancia e spada - disegno tedesco del 1582.

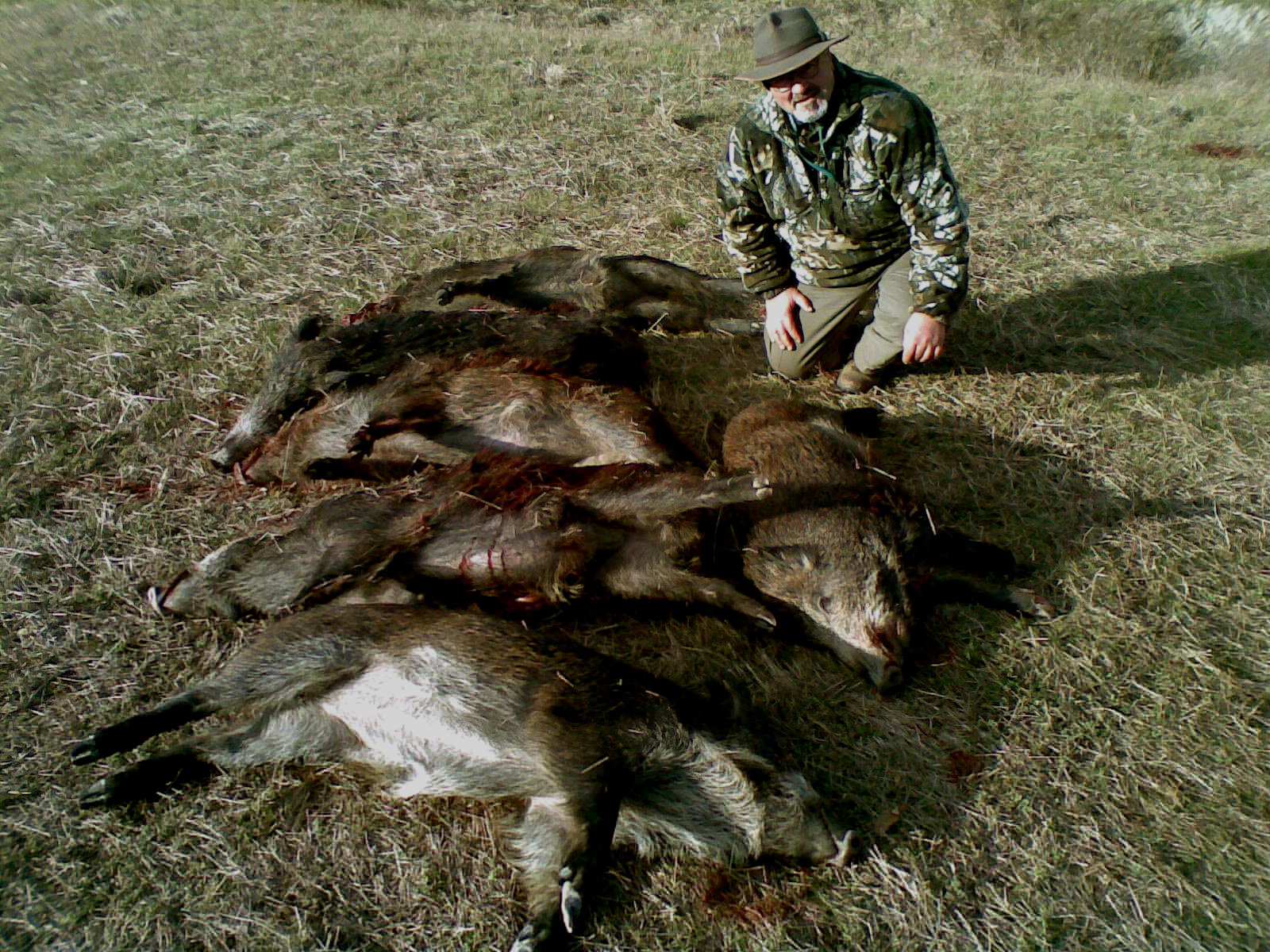
Cinghiali uccisi durante una campagna di abbattimento selettivo.

La caccia al cinghiale è la caccia praticata a scopo alimentare, commerciale o ricreativo avente come obiettivo principale il cinghiale (Sus scrofa), anche se gli stessi metodi possono essere utilizzati per la caccia ad altri suidi, come maiali rinselvatichiti o pecari: essa viene effettuata mediante lance, spade, frecce o armi da fuoco. Si tratta di una pratica venatoria molto diffusa, oggi come in passato, nel mondo: il cinghiale infatti, già di per sé originario di un habitat piuttosto vasto (dalla Spagna all'Indonesia, oltre che in Nordafrica), è stato nei secoli introdotto a più riprese anche in nuovi territori, come l'America e l'Oceania, proprio a scopo alimentare.
Attualmente la caccia al cinghiale a scopo alimentare viene praticata come forma di sussistenza solo dalle culture a base tribale africane, americane ed asiatiche, mentre nelle regioni industrializzate essa viene praticata soprattutto come hobby o per necessità (abbattimento selettivo) dettata dalla preservazione di un ecosistema minacciato dalla presenza "invasiva" dei cinghiali riprodottisi senza controllo.

## La preda
Il cinghiale (Sus scrofa Linnaeus, 1758) è un mammifero artiodattilo della famiglia dei Suidi.

Da sempre considerato al contempo una preda ambita per la sua carne ed un fiero avversario per la sua tenacia in combattimento, in virtù di questo strettissimo legame con l'uomo il cinghiale appare assai frequentemente, e spesso con ruoli da protagonista, nella mitologia di moltissimi popoli, e solo nel corso del secolo passato ha cessato di essere una fonte di cibo di primaria importanza per l'uomo, soppiantato in questo dal suo discendente domestico, il maiale.
Gli esemplari adulti misurano fino a 180 cm di lunghezza, per un'altezza al garrese che può sfiorare il metro ed un peso massimo di un quintale circa. Sussistono tuttavia grandi variazioni di dimensioni e peso a seconda delle sottospecie, con tendenza all'aumento dei sopracitati parametri in direttrice Sud-Ovest/Nord-Est: gli esemplari spagnoli di cinghiale, infatti, raramente superano gli 80 kg di peso, mentre in Russia si avrebbe notizia di esemplari di peso superiore ai tre quintali. In ogni caso, i maschi hanno dimensioni e peso ben maggiori rispetto alle femmine. Nelle Alpi italiane il peso dei cosiddetti "neri", soggetti con mantello scuro, grigio-nerastro, morfologicamente adulti, oscilla tra i 100 ed i 200 kg: nel centro e sud Italia, invece, il peso medio è sugli 80–90 kg, con esemplari che possono raggiungere il quintale e mezzo di peso.
Principale arma di difesa del cinghiale sono i canini, erroneamente definiti zanne, che nel maschio hanno dimensioni tali da protrudere al di fuori della bocca, inarcandosi verso l'alto. I canini inferiori (detti difese) sono più grandi di quelli superiori (detti coti): essi sono profondamente conficcati nella mandibola e possono raggiungere in casi eccezionali i 30 cm di lunghezza (standard 15–20 cm; solo 10 cm per le femmine), di cui comunque meno della metà protrudono dalla bocca; crescono con un'incurvatura verso l'alto di 180°, andando a creare interferenza con i canini superiori e mantenendosi così sempre affilati.
I cinghiali sono animali grossi e forti, che non esitano ad attaccare per primi se disturbati: per questo motivo, è abbastanza raro che un predatore scelga di cacciare questi animali, qualora disponga di altre specie meno impegnative da cacciare. Eccezion fatta per l'uomo, vero grande predatore del cinghiale, solo carnivori al vertice della catena alimentare cacciano il pericoloso suino selvatico: tigri, lupi, orsi, leopardi, iene striate ed i coccodrilli.
Come tutti gli altri ungulati soffre la predazione dei cuccioli, anche se mitigata dalla protezione materna.

## Modalità di caccia
Nel corso della storia dell'umanità, la caccia al cinghiale, certamente una delle più pericolose fiere del continente eurasiatico, è stata praticata in svariati modi. Volendo semplificare al massimo la descrizione delle modalità di realizzazione dell'esercizio venatorio finalizzato all'abbattimento del suinide selvatico, possiamo sostanzialmente distinguere due diversi approcci: uno più antico, rischioso e diretto, poco più raffinato di un corpo-a-corpo, ed uno più recente, sicuro, che permette di uccidere l'animale a distanza.
- La più primitiva tecnica di caccia al cinghiale prevedeva il mero utilizzo della lancia, del coltello e, forse, della torcia. Presso le popolazioni germaniche dell'Europa Centrale e della Scandinavia tale approccio rischioso era ancora in uso in piena Età Romana, sia quale tradizione che quale rituale, e portò allo sviluppo di un'apposita arma bianca, la lancia da cinghiale, la cui gorbia sviluppava delle alette d'arresto (i lug) per bloccare la lama nelle carni dell'animale vanificando, al contempo, una sua eventuale carica suicida contro il cacciatore. Il colpo risolutivo alla bestia ferita veniva poi portato, all'occorrenza, da una daga, quale prova estrema del coraggio da parte del cacciatore, pratica questa che, nel corso del Rinascimento, portò allo sviluppo di un'apposita spada da caccia, la spada da cinghiale[9]. Interessante, in questo senso, la tradizione dei turchi Moghul di abbattere il cinghiale armati solo della katara, tipica daga a spinta del subcontinente indiano, quale prova di coraggio[10]. Inizialmente praticata a piedi, la caccia al cinghiale con la lancia venne poi praticata a cavallo da un po' tutte le popolazioni del continente eurasiatico. In India, al tempo dell'occupazione britannica dell'India, la caccia a cavallo del suinide selvatico era diffusa presso le varie etnie del subcontinente (Rajput, Sikh, ecc.); veicolata agli ufficiali dell'Impero britannico, diede origine ad un'attività, il pigsticking[11], molto apprezzato dalle dame inglesi nella seconda metà del XIX secolo;
- Forme più raffinate di caccia al cinghiale si basavano invece sull'utilizzo di armi in grado di colpire la fiera a distanza, garantendo maggiormente l'incolumità del cacciatore. Questa nuova tipologia di caccia sarebbe cominciata con l'invenzione della freccia ma è tutt'oggi dibattuto se il ricorso a punte di freccia in selce fosse in grado di fornire una capacità di penetrazione al proiettile sufficiente a ferire seriamente l'animale. L'uso risolutivo dell'arco per l'abbattimento di un cinghiale adulto, con buona probabilità, può considerarsi fattibile solo a partire dall'Età del ferro, con il ricorso ad armi ormai raffinate quali l'arco composito orientale e le punte di freccia in acciaio di buona qualità. Il ricorso all'arco nella caccia al cinghiale è, non a caso, ben testimoniato presso culture del Medioriente. I Sasanidi di Persia cacciavano i cinghiali con l'arco, snidando i suini grazie agli elefanti addomesticati che fornivano, al contempo, un deterrente contro le cariche da parte delle prede ed una comoda posizione sopraelevata dalla quale scoccare il colpo ferale tramite una sola, precisa freccia (l'arciere era comodamente posizionato sul howdah). La fiera abbattuta veniva poi caricata sul dorso dell'elefante su cui si trovava il cacciatore e trasportata al campo. Sempre i Sasanidi solevano cacciare i cinghiali al guado, bersagliandoli con le loro frecce comodamente seduti su di una barca, lontani dai pericolosi canini delle prede[12].

L'introduzione delle armi da fuoco comportò un cambio non tanto nelle modalità di attuazione della caccia al cinghiale, quanto piuttosto il semplice, rapido declino delle armi bianche quali strumenti risolutivi all'abbattimento della fiera. Il cacciatore armato di fucile, presso i regni europei dell'Ancien Régime e nei domini toccati dal colonialismo europeo, continuò infatti a giostrarsi tra un approccio diretto ed uno indiretto nei confronti della preda. Fermo restando l'uso della pallottola prima e dei pallettoni dopo quali mezzo fisico necessario all'uccisione del cinghiale, l'uomo insiste ad andare a snidarlo, rischiando un contatto diretto con l'animale inferocito, o si apposta e lo abbatte da notevole distanza sfruttando una posizione sopraelevata.
Premesso quanto sopra, va poi specificato che, sin dall'antichità, quanto meno in Europa, per avere ragione del cinghiale, l'uomo si è avvalso dell'aiuto del cane.

Vennero e vengono utilizzati due tipi di cane per la caccia al cinghiale:
1. alcuni, simili a segugi o levrieri, hanno la funzione di fiaccare l'animale rincorrendolo, ed abbaiando costantemente, in modo tale da informare il cacciatore della posizione dell'animale. Si tratta di i cani addestrati a mantenere una certa distanza dalla fiera, sia per evitarne gli attacchi che per dare al cacciatore una linea di tiro sgombra. Razze selezionate a questo scopo sono il rhodesian ridgeback od il foxhound[13].
2. altri invece attaccano fisicamente l'animale, cercando di colpirne i punti deboli, come il grugno, le orecchie od i garretti. Una volta sottomesso l'animale, i cani mantengono la presa fino all'arrivo del cacciatore, che ha cura di non farsi vedere dal cinghiale arrivandogli alle spalle e finendolo con un'arma bianca (lancia o coltello). I cani selezionati a questo scopo sono principalmente molossi, come il cane corso, il dogo argentino, il Dogue de Bordeaux ed il Bulldog Americano. Inoltre Cani che fanno parte dei Terrier di tipo Bull come L'American pit bull terrier ed il Bull terrier, sono anche essi utilizzati per questo scopo.

Spesso le due tipologie di cani vengono utilizzate in sinergia, coi primi che trovano il cinghiale e lo rincorrono, ed i secondi che intervengono in caso di attacco da parte dell'animale.

## Storia

### Origini
Stando ai reperti archeologici in nostro possesso, l'uomo ha cacciato attivamente il cinghiale per il proprio sostentamento sin dal Mesolitico. Si suppone solitamente che tale pratica abbia avuto un significativo aumento grazie all'invenzione della freccia, accorgimento che rese il confronto con il suino selvatico meno rischioso per i nostri antenati, precedentemente costretti ad affrontarlo armati di lancia e coltello. Tale tesi è comunque discutibile, dato che, come già osservato precedentemente, diverse culture persistettero in un approccio basato sull'uso della lancia da caccia pur disponendo dell'arco.
Per ciò che concerne le prime testimonianze scritte relative alla caccia al cinghiale, dobbiamo rifarci alla mitologia greca:
- Il poeta Omero, nel 700 a.C. circa, lasciò ai posteri memoria del mito relativo al Cinghiale calidonio[14], una fiera di origine divina, asservita agli dèi Ares ed Afrodite a seconda delle circostanze, responsabile della morte di Adone, abbattuta durante un'epica battuta di caccia indetta dal sovrano Oineo di Calidone cui parteciparono diversi eroi greci: Castore e Polluce, i Cureti, Idas e Linceo, ecc. Sempre Omero, nell'Odissea, ci informa che l'eroe Ulisse recava sulla gamba la cicatrice procuratagli da un cinghiale durante una battuta di caccia, segno distintivo che permise alla vecchia serva Euriclea di riconoscere il suo signore quando questi tornò sotto mentite spoglie ad Itaca[15];
- La terza delle dodici fatiche di Ercole, consistette nell'ammansire e catturare un altro suino mitico, il cinghiale di Erimanto. Il figlio di Zeus aveva anche già partecipato dalla caccia del cinghiale calidonio;
- La città di Efeso, in Anatolia, venne costruita là dove Androclo, figlio di Codro, aveva ucciso un cinghiale.

Questa ricchezza di testimonianze relative al confronto eroe-vs-cinghiale nei miti dell'Antica Grecia è intrinsecamente legata al significato simbolico della figura del suino nella cultura degli Elleni. Una figura dai fortissimi significati negativi, oscuri e nefasti. Era considerato simbolo di morte, poiché veniva cacciato a partire dal 23 settembre, giorno vicino alla fine dell'anno nel calendario greco, e personificazione dell'oscurità in lotta con la luce, a causa delle sue abitudini notturne e della colorazione scura del manto.

### Antichità
Rispetto ai Greci, gli altri popoli, indoeuropei e non, dell'Eurasia consideravano il cinghiale certo una fiera temibile ma priva di connotati tanto negativi.
Gli antichi Romani avevano una concezione molto meno negativa del cinghiale: l'iniziazione alla caccia a questo animale, chiamato in gergo aper, ferus sus ("maiale coraggioso") o singularis ("solitario", in virtù delle abitudini di vita dei grossi maschi),  avveniva in giovane età, poiché era necessaria per fortificare il fisico ed il carattere del futuro cittadino romano. Secondo Plinio il Vecchio, la prima riserva di caccia appositamente creata per i cinghiali venne istituita da Fulvio Lippino nei propri possedimenti di Tarquinia: Lippino venne in seguito imitato da Lucio Lucullo e Quinto Ortensio. Pare che inoltre i grossi cinghiali maschi sostituissero le belve esotiche e costose negli anfiteatri di paese.
I Germani basavano la propria civiltà sulla caccia, molto più di Greci e Romani. A differenza di questi ultimi, per i quali i cinghiali rappresentavano la preda più ambita in quanto la più pericolosa da ottenere, i barbari dell'Europa centrale vedevano nel cervo e non nel cinghiale la preda più nobile.

### Medioevo
Durante il Medioevo, la caccia al cinghiale assunse i connotati di semplice passatempo, attuabile però solo dalla nobiltà. Il signore locale era solito lasciare alla servitù ed ai cani il compito di stanare l'animale e di fiaccarlo: a questo punto, egli smontava da cavallo, si avvicinava all'animale inerme e lo finiva con un affondo di spada. Per un maggiore divertimento, la caccia si concentrava durante il periodo degli amori, sì da trovare animali più aggressivi. La caccia era tuttavia un evento assai rischioso, a causa della rudimentalità delle armi utilizzate: lo stesso re di Francia Filippo IV morì in seguito alle lesioni riportate a causa di una caduta da cavallo, causata proprio dalla carica di un cinghiale inferocito durante una battuta di caccia. La tradizione relativa ai santi Aimo e Vermondo Corio (VIII secolo) ricorda come proprio durante una caccia al cinghiale i due si fossero trovati a mal partito e si fossero salvati solo con un intervento divino.
I cinghiali rimasero tuttavia molto abbondanti nelle foreste europee del Medioevo: lo dimostra il fatto che spesso i tributi alla nobiltà ed al clero venivano pagati, in mancanza di denaro, con cinghiali interi o parti di essi. Nel 1015, il Doge di Venezia Ottone Orseolo stabilì che i piedi e la testa di ciascun cinghiale ucciso nella sua zona di influenza dovevano essere consegnati direttamente a lui o ai suoi successori.

### Età Moderna
Il Rinascimento vide un calo drammatico dell'estensione delle aree forestali per fare spazio all'agricoltura: parallelamente, diminuirono grossomodo tutte le popolazioni di animali selvatici, fra cui i cinghiali. L'invenzione delle armi da fuoco, sebbene ancora piuttosto rudimentali, rese l'uccisione di questi animali più semplice e sicura, pertanto ne vennero uccisi sempre in maggior numero: il drastico calo numerico dei cinghiali in Europa spinge molti nobili ad eleggere parti incolte dei propri possedimenti a riserve di caccia.
La Rivoluzione francese mise fine ai privilegi di casta feudali dell'Ancien Régime, liberalizzando la caccia, fino ad allora riservata ai ricchi: per aggiungere proteine animali alla propria dieta, molte persone si improvvisarono cacciatori di cinghiali, andando a decimare ulteriormente questa specie e facendola scomparire in numerose zone.

### Età Contemporanea
L'evoluzione delle tecniche di caccia con armi da fuoco ha reso la caccia al cinghiale molto meno pericolosa rispetto ai tempi passati; tuttavia, grazie all'aumento del tenore di vita, sempre meno persone hanno sentito il bisogno di cacciare il cinghiale ed i pochi rimasti lo fanno più per svago che per esigenze alimentari. Ciò ha permesso alla popolazione di cinghiale di riprendersi dal calo numerico subito in passato, espandendo il proprio areale nelle zone rurali svuotatesi a causa della migrazione verso le aree urbane ed ingrandendosi grazie alle introduzioni effettuate dall'uomo per variare il pool genetico.
In alcune aree del pianeta, tuttavia, le popolazioni di cinghiale sono divenute talmente numerose da causare danni sia all'ecosistema locale, in quanto l'animale si nutre delle giovani piante, delle uova e dei piccoli animali, sia alle aree rurali limitrofe, dove i cinghiali si recano nottetempo a saccheggiare i raccolti, rendendo necessarie periodiche operazioni di ridimensionamento numerico. Il cinghiale è ad oggi, infatti, parte della lista delle cento specie invasive più dannose.